# 日本性文化

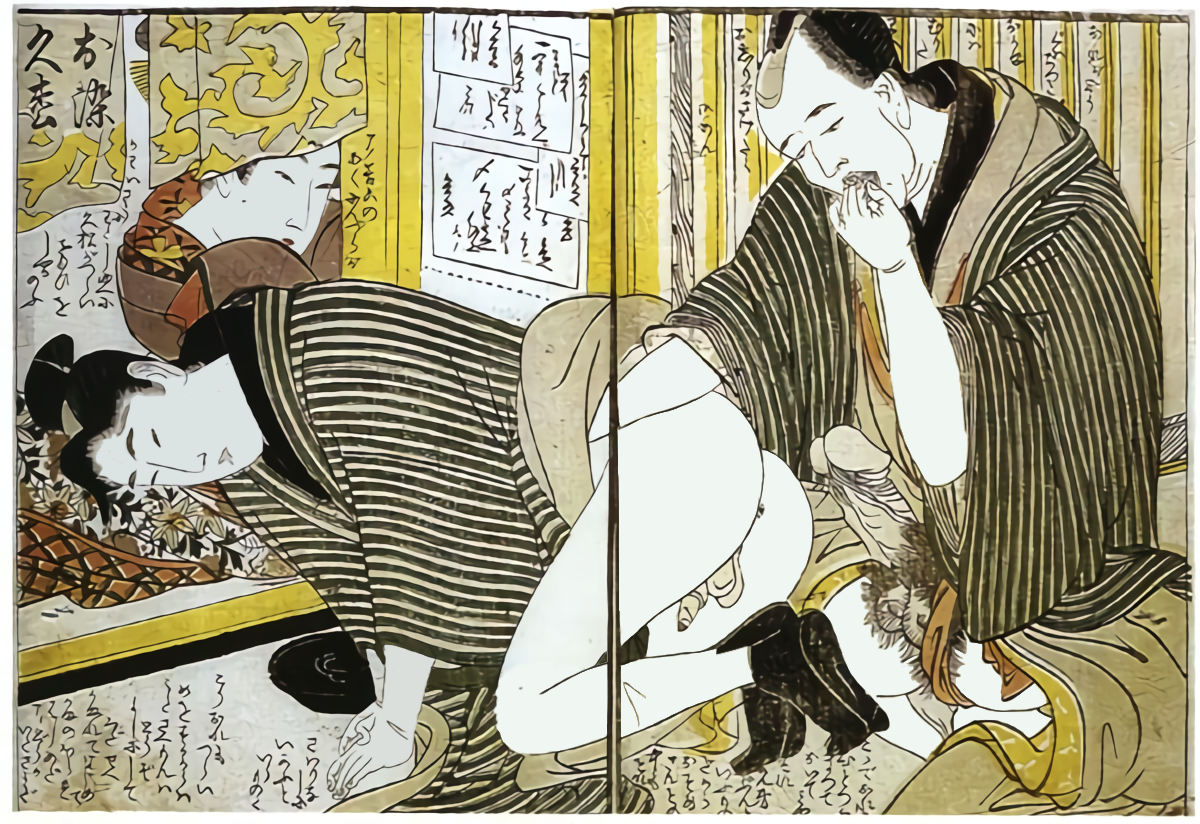
日本的春宫画。

日本性文化是指在日本形成的关于性的文化。

## 历史

### 起源
根据《古事记》记载，日本创世神话认为日本列岛和其岛上的人都是天神交合的产物。一般有两个版本的传说。其一：天神伊邪那岐命和伊邪那美命是兄妹俩，兄妹俩树立天之玉柱，建立起八寻殿。一天，哥哥问妹妹，“你的身体长成了吗？”，妹妹回答：“我的身体已经完全长成，只有一处没法合在一起。”哥哥随后说：“我的身体已经完全长成，只有一处多余。我把我的多余处塞进你的没合处，生成国土，怎么样？”妹妹答应了，于是两人结合生成了日本列岛。其二：天照大神和他的妹妹用神矛和神盾搅动东海产生日本列岛，两人在日本列岛繁衍了大和民族。大和民族从不避讳自己是天神乱伦或者先祖乱伦的后裔，体现了早期大和民族对于性文化的崇拜和宽容。

### 中古时期

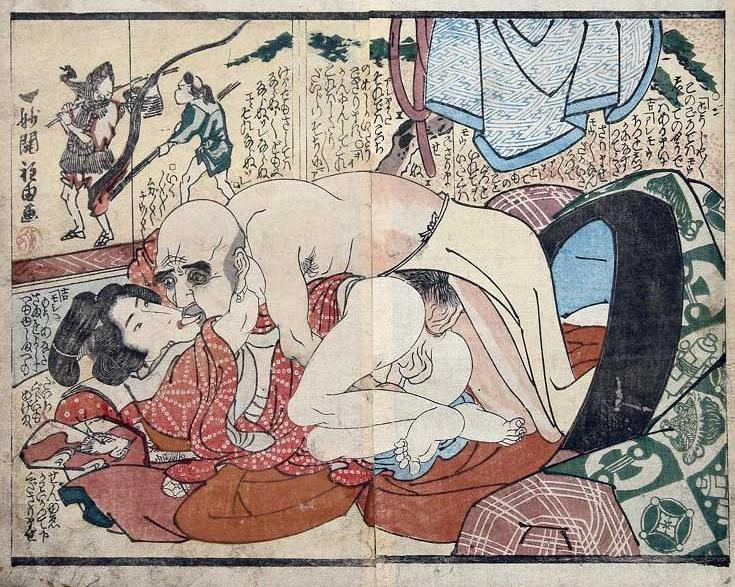
歌川国芳的春宫画

中古时期，大和族对生殖器的崇拜制成了各种艺术品，伫立在大街上或者作为保护神。在早期日本，结婚前，女子不会刻意保护贞操，而贞操和名誉也没有任何直接性的关系。与此同时，男子也不重视妻子是否是处女。《源氏物语》是日本一部作品，也是世界最早的长篇小说。
然而，進入鎌倉時代，幕府令武家嚴守上下尊卑的文化開始於上層社會普及，而這時代父系制及父權制已成為主流，有男尊女卑觀念，於是上層社會開始重視女性的貞操，到了江戶時代受到理學影響，再加強對女性貞操的要求，不但要求女性婚後守貞操，夫死後不改嫁，還要求女性婚前為處女。據江戶幕府制定《禦定書百個條》，武士可以將秘密通姦的妻子及其姦夫處死。男性的性則沒有限制，於是各種專接待貴族男子的高級妓院盛行，更把尋花問柳視為身份象徵。同時貴族階層也盛行男性的同性性行為，更發展成一種上層社會當中上下階級關係相關的制度眾道。而町人及庶民男女則仍然保持比較為開放的性觀念。當時文学家井原西鹤创作了《好色一代男》《好色一代女》等反映各階層性文化的文学名著。

### 近代

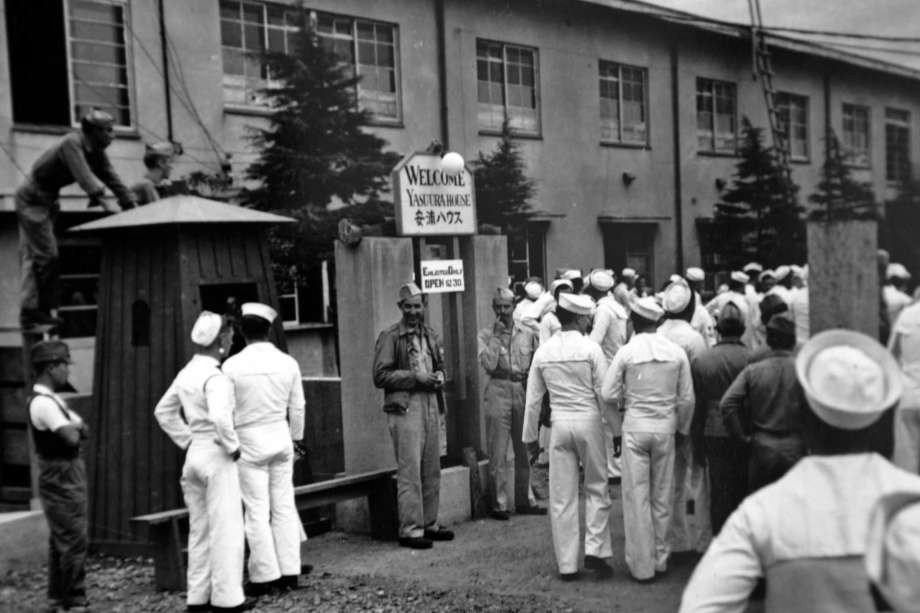
美国士兵聚集在安浦大厦

近代日本性文化的發展出現不同的路線，受到理學貞操觀及西方基督教的傳入，明治維新後女子比前代更重視貞操，男子的性觀念則無明顯的改變。軍部认为性需求的满足可以提高军队战斗力，故而在第二次世界大战时期有日本皇軍的地方就有慰安所和慰安妇，也即軍立妓院與領薪軍妓。早期为日本国内自愿的日本女人，后期由于人员不够，就在被占领国征召慰安妇。
日本战败后，为应对频发的美军强奸势头，日本内务省下令东京警视厅牵头成立专门为占领军提供性服务的全国性机构——“特殊慰安设施协会”。:22:17美军慰安妇的数量一度达到7万之多。

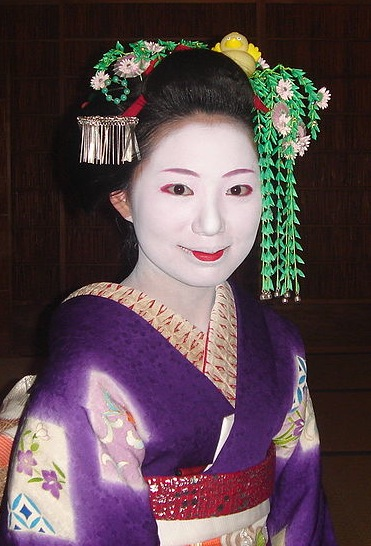
日本的艺妓

### 现代
第二次世界大战日本無條件投降后，隨著世界各地對性的觀念日漸開放，日本性產業也盛行起來。日本的成人视频业極為发达，是国民经济支柱产业之一。电影、电视、书籍和漫画无处不在，并且形成了AV女優明星。吉泽明步、松岛枫、饭岛爱、苍井空和小泽玛利亚等闻名世界。日本的成人用品店也是鳞次栉比，从性爱用具到性爱装束，从性爱食品到性爱影碟，各种性文化产品俱全。现代性观念和性文化的开放也给日本带来负面影响，造成了令政府头疼的问题，例如援助交际等等。

## 与中国性文化之差异
日本除了沒有中國的纏足文化外，也没有宦官文化。大正时期著名歷史学者桑原隲藏有一篇《中国的宦官（日语：支那の宦官）》寫道：「独我国自隋唐以来广泛采用中国的制度文物，但惟有宦官制度不拿来，这不能不说实在是好事。英国的斯坦特曾发表论文《中国的宦官》，一语道破：东洋各国如此普通的宦官制度在西洋却不太流行，这完全托基督教的福。然而，我国丝毫不指望宗教的力量，竟然不沾染此一蛮风，岂不更足以自负。我们就此也必须十分感谢我国当时先觉者的思考辨别。」人类学家石田英一郎則指出：「去势本来是一种畜牧技术，被文明国家应用到宫廷生活中来。从文化史或文化圈来看，大陆文化要素未传入日本或者日本未普及的，大部分直接或间接地属于畜牧性文化系统。」然而最早發明人體閹割技術與宦官系統的地區是古埃及，而非遊牧民爲主的地區。宦官文化更多發源於東方專制主義，封建制盛行的地區如西歐和日本便少有宦官，乃是社會結構使然。

## 文化作品
性文化代表人物：紫式部、井原西鹤、渡边淳一。浮世绘画家铃木春信。

### 文学作品
- 源氏物语
- 好色一代男
- 好色一代女
- 失乐园

### 绘画作品
- 男性生殖器比赛图
- 风流艳色小豆人
- 风流闺室八景
- 荡女鉴镜图